# 暗色細角花蝽
暗色細角花蝽（学名：Lyctocoris hasegawai）为細角花蝽科細角花蝽屬下的一个种。